# Tito Rojas

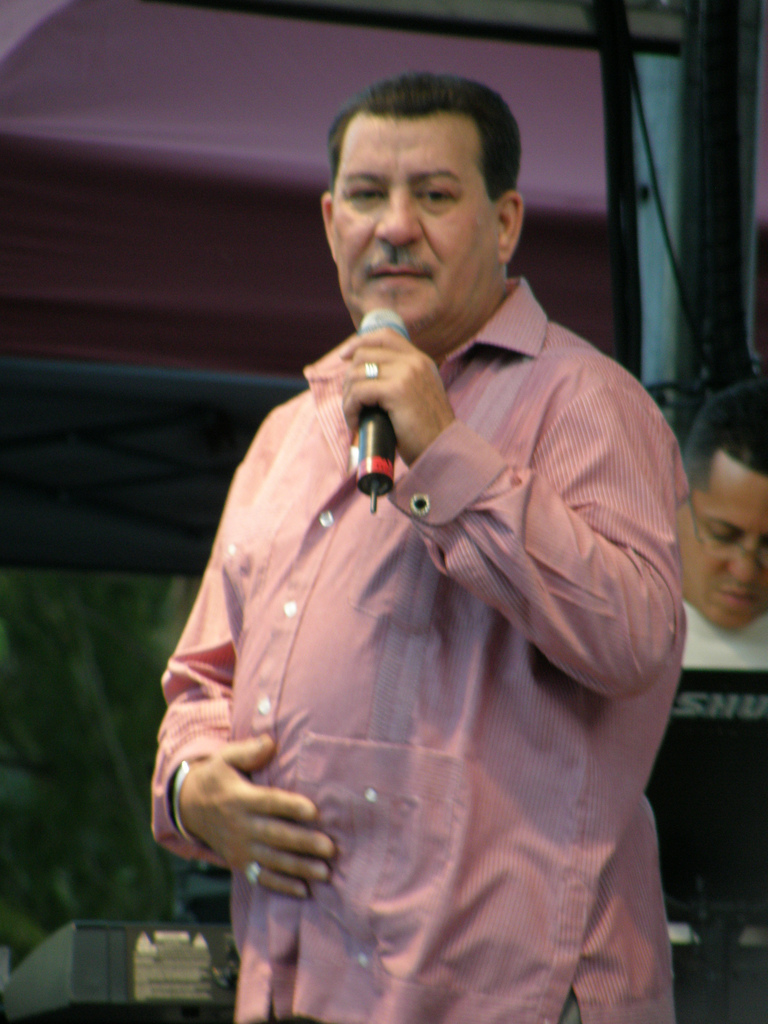
Tito Rojas (2009)

Tito Rojas (* 14. Juni 1955 in Humacao, Puerto Rico; † 26. Dezember 2020), auch bekannt als „El Gallo Salsero“, war ein puerto-ricanischer Salsa-Musiker und Bandleader.

## Leben
Tito Rojas wurde in der Stadt Humacao an der Ostküste Puerto Ricos geboren. Hier absolvierte er seine Schulausbildung und sang zunächst in seiner Familie und mit Freunden die aktuellen Salsa-Hits seiner Zeit. 1975 trat er als Sänger der Gruppe Pedro Conga & Orquesta Internacional bei, welche ebenfalls aus seiner Heimatstadt kamen. Danach verließ er die Band und spielte zusammen mit dem Sänger Justo Betancourt und der Gruppe „Conjunto Borincuba“. 1978 wurde ihr Song Con Amor ein großer Hit in Puerto Rico.
Im selben Jahr wechselte Rojas in die berühmte Combo Fania All-Stars und war maßgeblich an deren Hit El Campesino beteiligt. Kurz danach beschloss Rojas seine eigene Band, die „Conjunto Borincano“ zu gründen, mit der er nur mäßigen Erfolg hatte. Erst nach Beitritt in die Gruppe Puerto Rican Power konnte er mit den Songs Noche de bodas und Quiereme como soy die ersten Erfolge feiern.
1990 wurde er Solointerpret und brachte die LPs Condename (1990) und A mi estilo (1994) auf den Markt. 1995 erreichte er mit Por proprio derecho einen Platz in der Hitliste der Latin Billboards.
Weitere Hits waren 1996 Humildemente und Pa’l Pueblo, sowie 1999 20th Aniversario, Alegrias y Penas und Navidad con Tito. Im Jahr 2002 brachte er ein Livealbum mit dem Titel Live from Las Vegas heraus und 2007 Sin Comentarios.

## Erfolge
- Paoli-Preis für den besten Salsakünstler des Jahres
- ACE-Preis

## Diskografie

### Alben
| Jahr | Titel                  | Höchstplatzierung, Gesamtwochen, AuszeichnungChartsChartplatzierungen (Jahr, Titel, Platzierungen, Wochen, Auszeichnungen, Anmerkungen) | Anmerkungen |
| Jahr | Titel                  | Latin | Anmerkungen |
| ---- | ---------------------- | --- | ----------- |
| 1994 | A Mi Estilo            | Latin50 (1 Wo.)Latin |             |
| 1995 | Por Derecho Propio     | Latin39 (3 Wo.)Latin |             |
| 1996 | Humildemente           | Latin20 (6 Wo.)Latin |             |
| 1997 | Pueblo                 | Latin37 (6 Wo.)Latin |             |
| 1999 | Alegrias y Penas       | Latin5 ×2Doppelplatin · (23 Wo.)Latin                                                                                                   |             |
| 1999 | Navidad Con Tito Rojas | Latin25 (5 Wo.)Latin |             |
| 2000 | Rompiendo Noches       | Latin5 (9 Wo.)Latin |             |
| 2001 | Autenticamente En Vivo | Latin69 (1 Wo.)Latin |             |
| 2001 | Quiero llegar a casa   | Latin19 (9 Wo.)Latin |             |
| 2011 | Independiente          | Latin56 (2 Wo.)Latin |             |
| 2014 | El Viajero             | Latin26 (2 Wo.)Latin |             |
| 2020 | Exitos y Mas           | Latin48 (1 Wo.)Latin |             |

Weitere Alben
- Tito Rojas y el Conjunto Borincano (1980)
- Sensual (1990)
- Condename a Tu Amor (1992)
- Todo a Cambiado (1994)
- Con Velo y Corona (1995)
- Tito Rojas (1995)
- Salsa Mixes y Mas Mixes (1997)
- Canta El Gallo (2003)
- El De Siempre (2003)
- Perseverancia (2003)
- Tradicional (2004)
- Borron y Cuenta Nueva (2005)
- Sin Comentarios (2007)

### Singles
| Jahr | Titel Album                               | Höchstplatzierung, Gesamtwochen, AuszeichnungChartsChartplatzierungen (Jahr, Titel, Album, Platzierungen, Wochen, Auszeichnungen, Anmerkungen) | Anmerkungen |
| Jahr | Titel Album                               | Latin | Anmerkungen |
| ---- | ----------------------------------------- | --- | ----------- |
| 1991 | Siempre Seré                              | Latin32 (5 Wo.)Latin |             |
| 1992 | Condename a Tu Amor                       | Latin12 (9 Wo.)Latin |             |
| 1992 | Porque Este Amor Condename a Tu Amor      | Latin27 (5 Wo.)Latin |             |
| 1992 | Nadie Es Eterno Condename a Tu Amor       | Latin38 (1 Wo.)Latin |             |
| 1992 | Senora Condename a Tu Amor                | Latin36 (2 Wo.)Latin |             |
| 1994 | Enamorame A Mi Estilo                     | Latin21 (4 Wo.)Latin |             |
| 1994 | Senora De Madrugada A Mi Estilo           | Latin31 (3 Wo.)Latin |             |
| 1994 | Lo Que Te Queda A Mi Estilo               | Latin20 (5 Wo.)Latin |             |
| 1995 | Esperandote Por Derecho Propio            | Latin12 (8 Wo.)Latin |             |
| 1995 | Llorare Por Derecho Propio                | Latin38 (1 Wo.)Latin |             |
| 1996 | Amigo Humildemente                        | Latin22 (6 Wo.)Latin |             |
| 1999 | Por Mujeres Como Tu Alegrias y Penas      | Latin3 (13 Wo.)Latin |             |
| 2000 | Que Mas Tu Quieres De Mi Rompiendo Noches | Latin29 (3 Wo.)Latin |             |
| 2002 | Te Lo Pido Senor Quiero llegar a casa     | Latin24 (9 Wo.)Latin |             |
| 2005 | Quiero –                                  | Latin47 (3 Wo.)Latin |             |